# Hans Albert
Hans Albert [hans ˈʔalbɛʶtʰ] (Colònia, 8 de febrer de 1921 - Heidelberg, 24 d'octubre de 2023) fou un filòsof i sociòleg alemany. Albert va ser alumne de Karl Popper i representa el racionalisme crític. Els seus camps de recerca foren les ciències socials i estudis generals sobre metodologia. Com a racionalista crític, va prestar especial atenció a l'heurística racional i, d'altra banda, fou un fort crític de la tradició hermenèutica continental que procedeix de Martin Heidegger i de Hans-Georg Gadamer.
Un tema important en l'obra és la gnoseologia amb falsacionisme. Albert va ser un crític del positivisme. Aquest filòsof es va graduar a la universitat de Colònia i va ensenyar a la Universitat de Mannheim des de 1963 fins a 1989. La seva polèmica, principalment al voltant del plantejament gnoseològica i epistemològicament escèptic d'Albert anomenat trilema de Münchhausen, amb Karl-Otto Apel portà a Apel a algunes de les seves més fecundes elaboracions filosòfiques.